# 왕순수
왕순수는 도라에몽의 등장인물로, 만퉁퉁과 만퉁순의 어머니이자 오복마트의 사장이다. 여성으로서는 매우 몸집이 크고 팔트임도 상당히 강하며 아이에 대한 훈육이나 질책 등도 다른 엄마들에 비해 체벌적인 경향이 있다. 퉁퉁이가 무서워하는 몇 안 되는 인물 중 하나이다. 정직하고 자녀에게 엄격하며 호방한 성격이다. 퉁퉁이 엄마라는 의미에서 모퉁이(母퉁이)라는 별명이 있다.
퉁퉁이네 가게에서 퉁퉁이에게 가게지기나 배달을 시키며, 만약 퉁퉁이가 땡땡이 혹은 시끄러운 노래를 부르거나 약한 친구들을 괴롭히면 주먹질이나 뺨치기 등 강력한 체벌을 가하는 퉁퉁이가 세상에서 가장 두려워하는 인물이다.
퉁퉁이 이외의 인물에 대해서는 폭력을 행사하거나 폭언을 하지 않으며, 특히 진구에게는 상냥하게 대해준다. 진구가 퉁퉁이에게 괴롭힘을 당하고 있을 때 등장해 도와주는 든든한 아군이다. 진구와 함께 도라에몽의 도구를 사용해 함께 퉁퉁이를 응징하기도 한다.
검은 머리를 뒷머리로 묶은 머리를 하고 있다. 잘 때는 네글리제를 착용하고 있다. 유한계급의 부인처럼 묘사되는 비실이 엄마와는 대조적으로 아랫마을의 간 큰어머니 같은 분위기로 묘사되어 있다.

## 인물 관계
만퉁퉁
자신의 아들. 툭하면 가게를 보기는 커녕 놀러가거나 친구들을 괴롭히고 도라에몽의 도구로 동네방네에서 사고를 치거나 시끄러운 노래를 부르며 콘서트를 여는 등 사람들에게 민폐를 끼치면 퉁퉁이엄마가 매우 크게 혼난다.
만퉁순
자신의 딸. 퉁퉁이와는 달리 착하고 엄마를 화나게 하는 일도 없어서 덜 혼나는 편이다.
왕비실
자신의 아들의 친구로서 긍정적으로 보는 편이다. 자신의 아들인 퉁퉁이가 비실이와 진구를 때리려고하자 퉁퉁이엄마가 비실이랑 진구를 때리려는 퉁퉁이를 혼내기도한다. 하지만 비실이가 자신의 아들인 퉁퉁이처럼 툭하면 사고를 쳐서 한편으로는 자신의 아들과 덩달아 혼나기도한다.
신이슬
자신의 아들의 친구로서 자신의 아들과 달리 착한 성격 때문에 좋게 바라보고 친절하게 대해준다. 한편 퉁퉁이엄마가 퉁퉁이가 가게도 안보고 땡땡이를 칠때 퉁퉁이를 찾으러다니다 퉁퉁이엄마가 이슬이 등 자신의 아들인 퉁퉁이의 친구들과 부딪혀 넘어지는 사고가 발생했는데 이때 퉁퉁이가 어딨는지 친구들에게 물어보니 모르겠다고답하자 매우 큰 무를 들더니 툭치면서 자신의 아들에 대해 화를 내고 가자 이슬이가 퉁퉁이엄마를 보고 놀라기도했다.
박영민
자신의 아들의 친구. 자신의 아들과는 달리 공부도 잘하고 똑똑한 데다 착하기까지해 퉁퉁이 엄마도 영민이를 좋게 바라본다. 한편 퉁퉁이엄마가 자신의 아들인 퉁퉁이에게 가게를 보라고하자 퉁퉁이가 콘서트를 계기로 영민이에게 가게를 대신 보게하고 나중에 퉁퉁이엄마가 영민이가 가게를 보는 모습을 보고는 퉁퉁이가 영민이에게 가게보기를 맡겼다는 사실을 알아차리자 결국 퉁퉁이가 퉁퉁이엄마에게 집에서 쫓겨나는 일어나기도 했다.

## 가족 관계
- 남편 : 만만수
- 아들 : 만퉁퉁
- 딸 : 만퉁순

## 같이 보기
- 도라에몽
- 노진구
- 만퉁퉁
- 오진숙
- 순이음